# Hylophila
Hylophila es un género de orquídeas perteneciente a la subfamilia Orchidoideae dentro de la familia Orchidaceae. Tiene ocho especies.

## Especies seleccionadas
| - Hylophila cheangii - Hylophila gracilis - Hylophila lanceolata - Hylophila mollis | - Hylophila nipponica - Hylophila orientalis - Hylophila purpurea - Hylophila rubra |